# آفریقای کوهستان

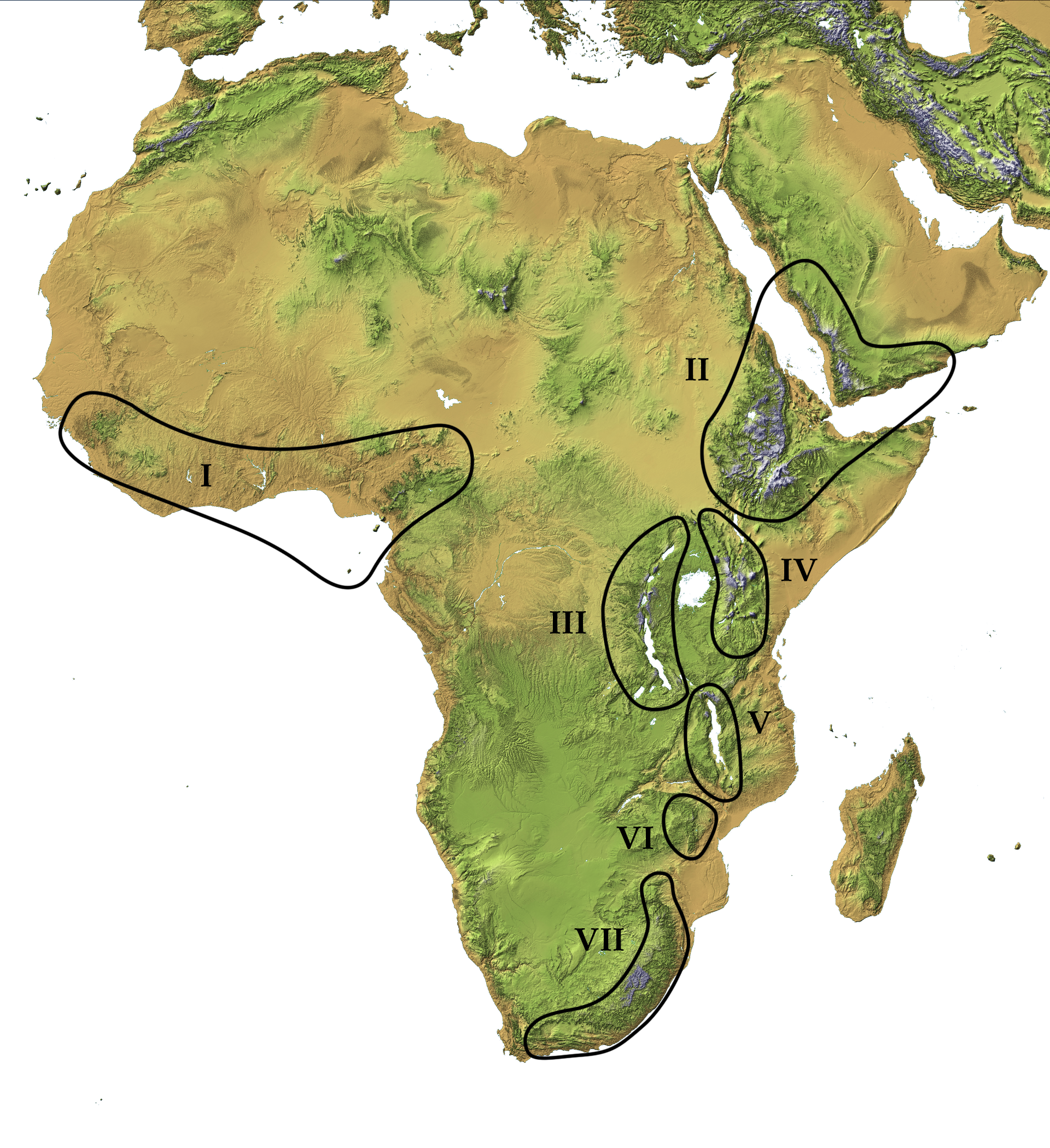
مناطق افرومونتان I. ارتفاعات غرب آفریقا و کامرون، II. ارتفاعات اتیوپی و عربستان، III. وسترن (آلبرتین) شکاف، IV. شکاف شرقی. V. شکاف جنوبی، VI. ارتفاعات شرقی، VII. دراکنزبرگ

منطقه آفریقای کوهستان یا آفریقای کوهستانی (به انگلیسی: Afromontane) زیرمنطقه‌های قلمرو آفریقای گرمسیری، یکی از هشت قلمرو زیست‌جغرافیایی زمین هستند که گونه‌های گیاهی و جانوری موجود در کوه‌های آفریقا و جنوب شبه جزیره عربستان را پوشش می‌دهد. مناطق آفریقای کوهستان ناپیوسته هستند، توسط مناطق پایین‌تر از یکدیگر جدا شده‌اند، و گاهی به عنوان مجمع‌الجزایر آفرومونتان شناخته می‌شوند، زیرا پراکندگی آنها به‌سان مجموعه‌ای از جزیره‌ها است.